# Clarence Myerscough
Clarence Percy Myerscough (* 27. Oktober 1930 in London; † 8. Oktober 2000) war ein britischer Geiger und Musikpädagoge.

## Leben
Myerscough entstammte einer Künstlerfamilie. Sein Vater Clarence Alfred Harry Myerscough war Absolvent des Pariser Konservatoriums und trat als Geiger bei den Transatlantikfahrten der Queen Mary auf. Seine Mutter Cecile Henrietta, eine Tochter des Landschaftsmalers Ferdinand Marcks, war Malerin. Er begann im Alter von zwölf Jahren an der Royal Academy of Music zu studieren, wo später Frederick Grinke sein Lehrer wurde. Noch als Student gewann er 1951 die im Rahmen des Festival of Britain durchgeführte All England Violin Competition. Im Folgejahr gewann er den Zweiten Preis bei der Carl Flesch International Violin Competition. Als Stipendiat setzte er 1953 sein Studium am Pariser Konservatorium bei René Benedetti fort und schloss es mit dem Diplom Premier Nommé a l'Unanimité ab.
Mit seinem Bruder, dem Bratschisten Henry Myerscough, dem Cellisten Dennis Nesbit und Charles Meinardi gründete Myerscough das Fidelio Quartet. Mit diesem nahm er die ersten beiden Streichquartette Benjamin Brittens und unter Leitung des Komponisten die ersten drei Streichquartette Michael Tippetts auf, außerdem das Streichquartett Frederick Delius und die Streichquartette Nr. 1 und 2 von Juan Crisóstomo de Arriaga auf. Als Solist spielte er Alan Hoddinotts Violinsonate No. 1 mit dem Pianisten Martin Jones ein. Sein Freund Alan Ridout widmete ihm die Kompositionen Aubade (für Violine und Orchester) und Ferdinand The Bull (für Violine und Erzäühler). Letztere nahm er mit dem Schauspieler Martin Jarvis auf. 1976 war er der Solist bei der Uraufführung der Rhapsody on a Poem of Joseph Campbell von John Kinsella.
Ab 1964 war Myerscough Professor an der Royal Academy of Music. Zu seinen Schülern zählten u. a. Irvine Arditti, der Gründer und Leiter des Arditti Quartet, der Bratschist Paul Silverthorne und seine eigene Tochter Nadia Myerscough. Er unterrichtete außerdem an der King's School in Canterbury und gab Meisterklassen und Konzerte in Spanien, China und Polen.